# Good Stuff
Albums de The B-52's
The Best of the B-52's: Dance This Mess Around
(1990) Planet Claire
(1995)
Singles
1. Good Stuff
Sortie : 1992
2. Is That You Mo-Dean?
Sortie : 1992
3. Tell It Like It T-I-Is
Sortie : 1992
4. Revolution Earth
Sortie : 1993

Good Stuff est le sixième album studio des B-52's, sorti le 23 juin 1992.
C'est le seul album des B-52's dans lequel la chanteuse Cindy Wilson n'apparaît pas.
L'album s'est classé 16e au Billboard 200 et a été certifié disque d'or par la Recording Industry Association of America (RIAA) le 1er septembre 1992.
En 1993, Good Stuff a été nommé aux Grammy Awards dans la catégorie « meilleure performance musicale alternative ».

## Liste des titres
| No  | Titre                      | Durée |
| --- | -------------------------- | ----- |
| 1.  | Tell It Like It T-I-Is     | 5:13  |
| 2.  | Hot Pants Explosion        | 4:55  |
| 3.  | Good Stuff                 | 5:58  |
| 4.  | Revolution Earth           | 5:48  |
| 5.  | Dreamland                  | 7:35  |
| 6.  | Is That You Mo-Dean?       | 5:32  |
| 7.  | The World's Green Laughter | 4:04  |
| 8.  | Vision of a Kiss           | 5:57  |
| 9.  | Breezin'                   | 5:21  |
| 10. | Bad Influence              | 5:41  |

## Personnel

### Musiciens
- Fred Schneider : chant
- Kate Pierson : chant, claviers
- Keith Strickland : guitares, claviers, chœurs

### Musiciens additionnels
- Tawatha Agee : chœurs
- Zachary Alford : batterie
- Nicholas Brown : basse
- Sterling Campbell : batterie
- Lenny Castro : percussions
- Michelle Cobbs : chœurs
- John Fischer : chant
- Richard Hilton : claviers, piano
- James « Hutch » Hutchinson : basse (Hot Pants Explosion et Bad Influence )
- Pat Irwin : guitare, claviers, piano, orgue Hammond
- Curtis King : chœurs
- Stephen « Doc » Kupka : saxophone baryton
- Sara Lee : basse (Dreamland)
- David McMurray : flûte, saxophone
- Mo-Dean Intergalactic Choir : chœurs
- Justin Masse : claviers
- Jeff Porcaro : batterie
- Gregory Purnhagen : chœurs
- Nile Rodgers : guitare
- Tim Rollins : piano
- Amy Shulman : harpe
- Lee Thornburg : trompette
- Fonzi Thornton : chœurs
- Scott Totten : guitare
- Don Was : guitare
- Brenda White-King : chœurs
- Tracy Wormworth : basse (Tell It Like It T-I-Is, Good Stuff, Revolution Earth et The World's Green Laughter)